# Муснад аш-Шафии
Му́снад аш-Ша́фии (араб. مسند الشافعي‎) — сборник хадисов, мусульманских преданий о жизни и деятельности пророка Мухаммеда, составленный не самим имамом аш-Шафии, а его учениками.

## Авторы
Составителем сборника «Муснад аш-Шафии» является Абуль-Аббас аль-Асамм (араб. أبو العباس الأصم‎), который перенял эти хадисы от своего учителя ар-Раби ибн Сулеймана (араб. الربيع بن سليمان‎), который в свою очередь был учеником имама аш-Шафии. Сборник содержит хадисы, которые аш-Шафии приводил в своей книге «аль-Умм» и в других своих трудах. Все хадисы «Муснада» были переняты ар-Раби ибн Сулейманом непосредственно от аш-Шафии, кроме четырёх хадисов, которые он услышал от другого ученика аш-Шафии: Юсуфа ибн Яхъи аль-Бавити (араб. يوسف بن يحيى البويطي‎).

## Описание книги
«Муснад» аш-Шафии отличается беспорядочностью изложения и множественным повтором одних и тех же хадисов, что может быть связано с тем, что их порядок связан с порядком хадисов в книгах аш-Шафии. Иногда тематика приведённых составителем сборника хадисов не совпадает с темой главы, в которой он расположен. Также в книге приведены некоторые высказывания аш-Шафии, однако аль-Асамм не приводит после этого хадисы связанные с этим самым высказыванием (что исправлено некоторыми поздними авторами комментариев к «Муснаду»). В некоторых местах Абуль-Аббас делает ошибки в передаче текстов хадисов от аш-Шафии, чему посвящена книга аль-Байхаки «Баян хата ман ахта ’аля аш-Шафии» (араб. بيان خطأ من أخطأ على الشافعي‎).

## Рукописи и издания
«Муснад» аш-Шафии впервые был издан в издательстве «Булак» в Египте и в Индии, затем в Египте (1949) и в Бейруте, в издательстве «Дар аль-кутуб аль-ильмия» в 1979 году. В дамасской библиотеке «аз-Захирийя» хранятся две хорошо сохранившиеся рукописи «Муснада» аш-Шафии.